# Dezső Fábián

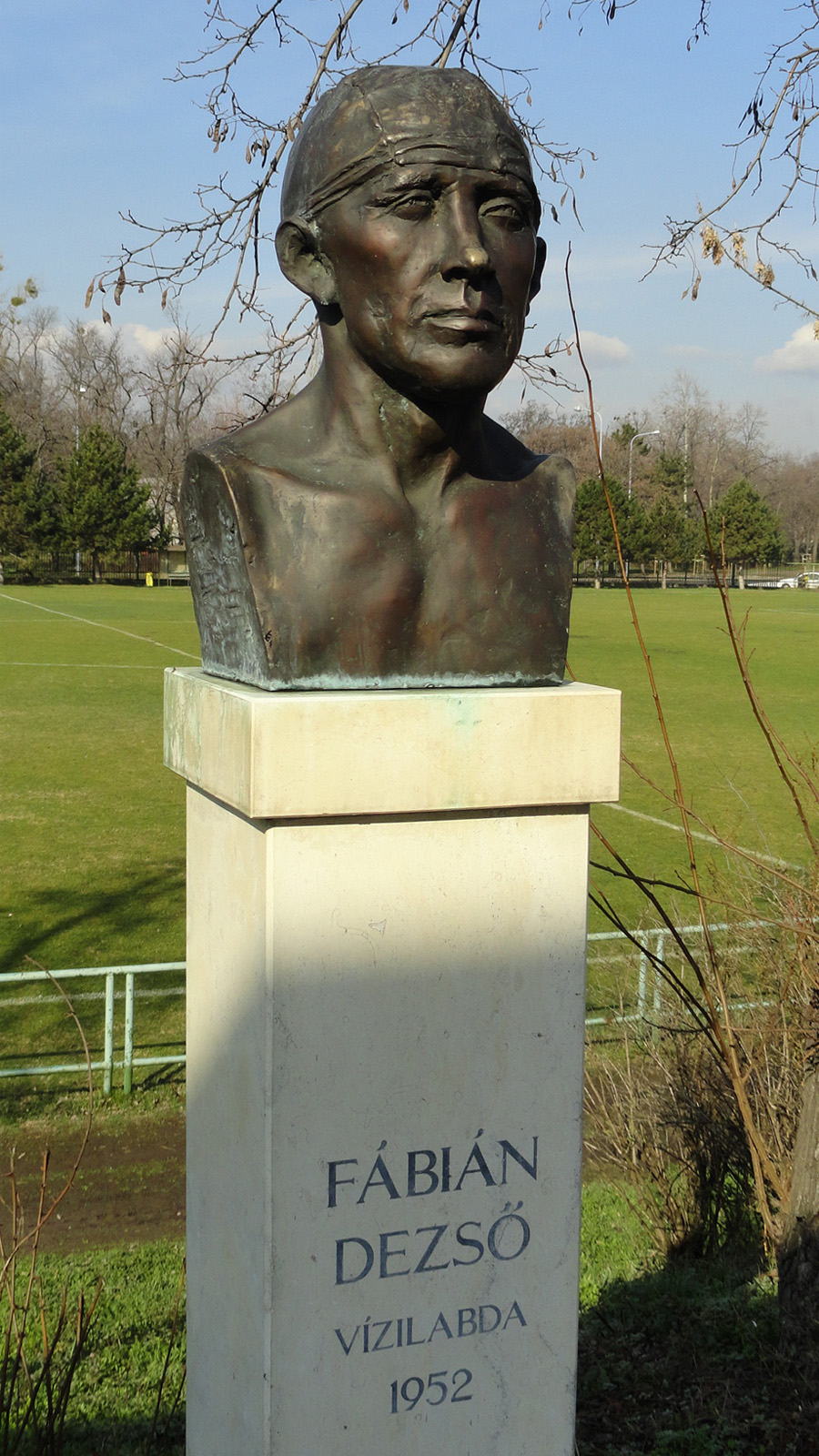
Dezső Fábián

Dezső Fábián (* 17. Dezember 1918 in Budapest; † 6. Oktober 1973 ebenda) war ein ungarischer Wasserballspieler und Schwimmer. Als Wasserballspieler war er Olympiasieger 1952 und Olympiazweiter 1948.

## Karriere
Dezső Fábián begann beim Magyar AC Budapest. Er war mehrfacher ungarischer Meister im Brustschwimmen und 1943 ungarischer Meister im Wasserball. Nach dem Ende des Zweiten Weltkriegs wurde der Magyar AC aufgelöst, Fábián spielte zunächst für Újpesti TE und dann für Ferencváros Budapest.
Bei der Europameisterschaft 1947 in Monte Carlo belegte Fábián mit der Nationalmannschaft den vierten Platz. Nachdem die Ungarn in der Vorrunde gegen die Schweden verloren hatten, gewannen sie beide Spiele in der Platzierungsrunde. Im Jahr darauf beim olympischen Wasserballturnier in London gewannen die Ungarn alle drei Vorrundenspiele, wobei Fábián nur gegen die Briten mitwirkte. In der Zwischenrunde unterlagen die Ungarn mit Fábián den Italienern und gewannen ohne ihn gegen die Jugoslawen. Sein drittes Spiel absolvierte Fábián in der Halbfinalrunde beim Sieg über Frankreich, in der Finalrunde wurde er nicht eingesetzt. Letztlich belegten die Ungarn den zweiten Platz hinter den Italienern und vor den Niederländern.
Nachdem die Ungarn 1950 nicht an der Europameisterschaft in Wien teilnahmen, vergingen vier Jahre bis zum nächsten großen Turnier. Bei den Olympischen Spielen 1952 in Helsinki gewannen die Ungarn ihr Auftaktspiel gegen Mexiko. Danach spielten sie zweimal Unentschieden gegen die Jugoslawen und gegen die Niederlande, alle anderen Spiel gewannen die Ungarn. Am Ende des Turniers waren sie punktgleich mit den Jugoslawen und gewannen die Goldmedaille wegen der besseren Tordifferenz. Fábián wirkte in Helsinki nur im Spiel gegen Mexiko mit. In seinen vier Spielen bei Olympischen Spielen warf der Verteidiger kein Tor. Insgesamt bestritt er 25 Länderspiele.
Von 1960 an war er sieben Jahre Trainer bei Ferencváros.